# Orkanger/Fannrem
Orkanger/Fannrem es una aglomeración urbana (en noruego, tettsted) del municipio de Orkland, en la provincia de Trøndelag, Noruega. Tiene una población estimada, a inicios de 2021, de 8674 habitantes.
Comprende las localidades de Orkanger y Fannrem.
Está ubicada en la parte central del país, cerca del fiordo de Trondheim y de la costa del mar de Noruega. 